# Solonghello
Solonghello (Slonghé in piemontese) è un comune italiano di 193 abitanti della provincia di Alessandria in Piemonte.

## Origini del nome
Il toponimo è probabilmente di origine Germanica e si presume possa derivare dal nome proprio Swal unito al suffitto ing che indica appartenenza ed al diminutivo elus ottenendo così una interpretazione che significa: piccolo territorio appartenente ad un condottiere di nome Swala.

## Storia
Piccolo centro a ridosso delle colline del Monferrato, le prime notizie relative alla presenza di un comune risalgono al 1016, anno in cui alcune famiglie si ribellarono alla chiesa di Vercelli e si riunirono facendosi chiamare di Soalingellum. Le vicende storiche del borgo sono legate a quelle del territorio del Monferrato, soggetto a lotte per il dominio sul territorio più o meno larvate e costretto a subire angherie di Francesi e Spagnoli per giungere poi, dopo secoli, nel 1713 con il Trattato di Utrecht, a far parte del ducato Sabaudo.

### Simboli
Lo stemma e il gonfalone del comune di Solonghello sono stati concessi con decreto del presidente della Repubblica del 22 dicembre 2010.
Il gonfalone è un drappo di bianco.

## Monumenti e luoghi d'interesse

### Il castello

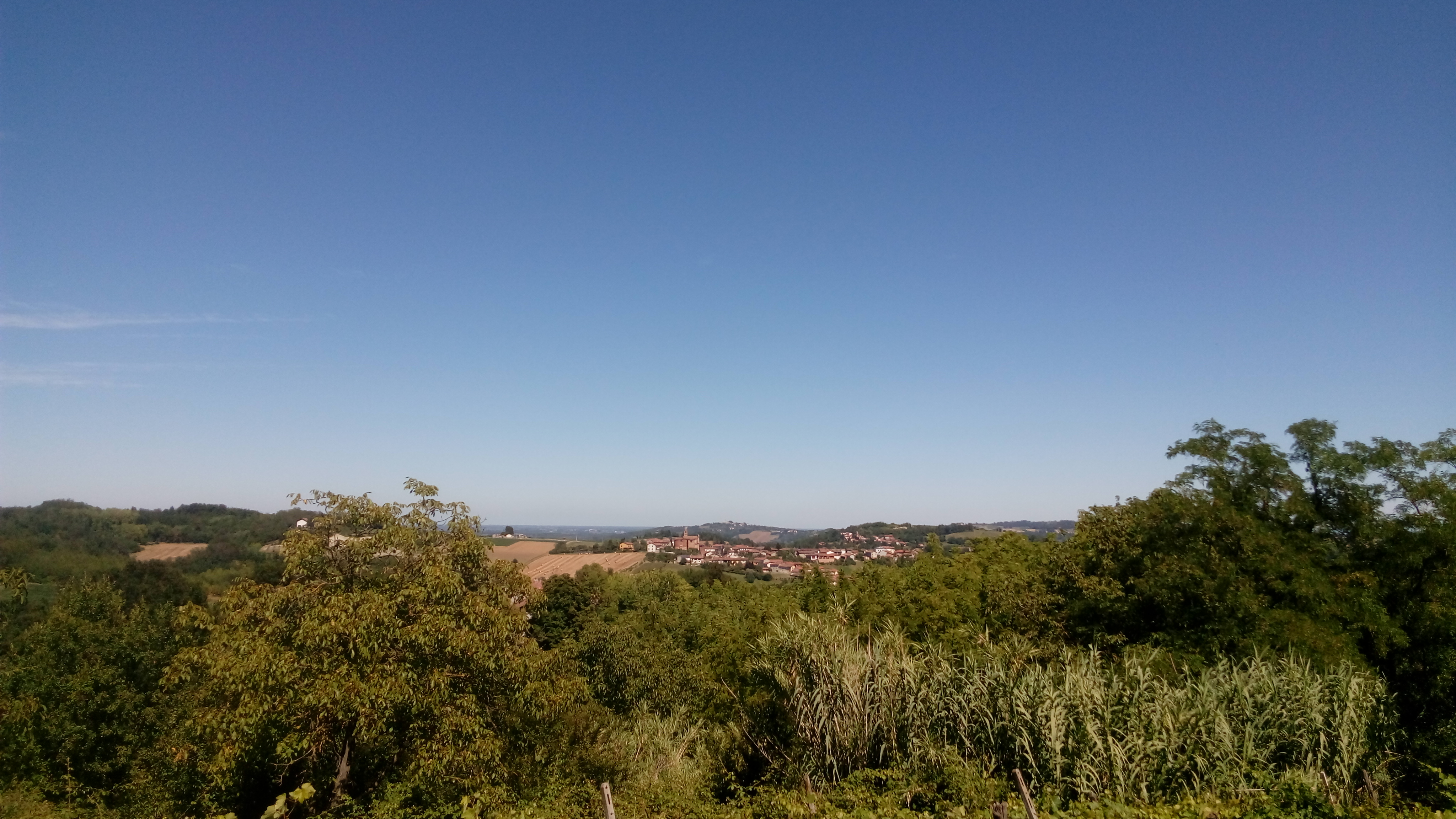
Vista su Solonghello

L'antica rocca fu eretta nel XII secolo da un vassallo dei marchesi del Monferrato.
Ebbe diversi proprietari: i De Catena - De Gabiano, i Rivetta, i Della Sala, i Pezzana, i Corsino.
Nel 1522 vennero ospitati nel castello alcuni nobili di Casale che fuggivano dall'infezione di peste che mieteva molte vittime.
Subì saccheggi e devastazioni ad opera di Spagnoli ed Alemanni in varie riprese nelle lunghe guerre incentrate sulla cittadella di Casale.
Nel ‘700 diventa di proprietà della famiglia Scarampi di Camino, poi passa ai Calvi di Bergolo, infine a Pietro Provera (la cui figlia Ermelinda sposò Achille Lorenzon di Treviso; i due ebbero una figlia, Teresita, che sposò il Conte Alfonso Gaetani D'Oriseo).
Attualmente è proprietà di Pier Vittorio Crova (industriale nel settore orafo, proprietario della Bulgari Manifattura).

## Società

### Evoluzione demografica
Il forte spopolamento del Comune ha portato ai giorni nostri ad una riduzione ad un quarto della popolazione residente nell'anno 1921.
Abitanti censiti

## Galleria d'immagini

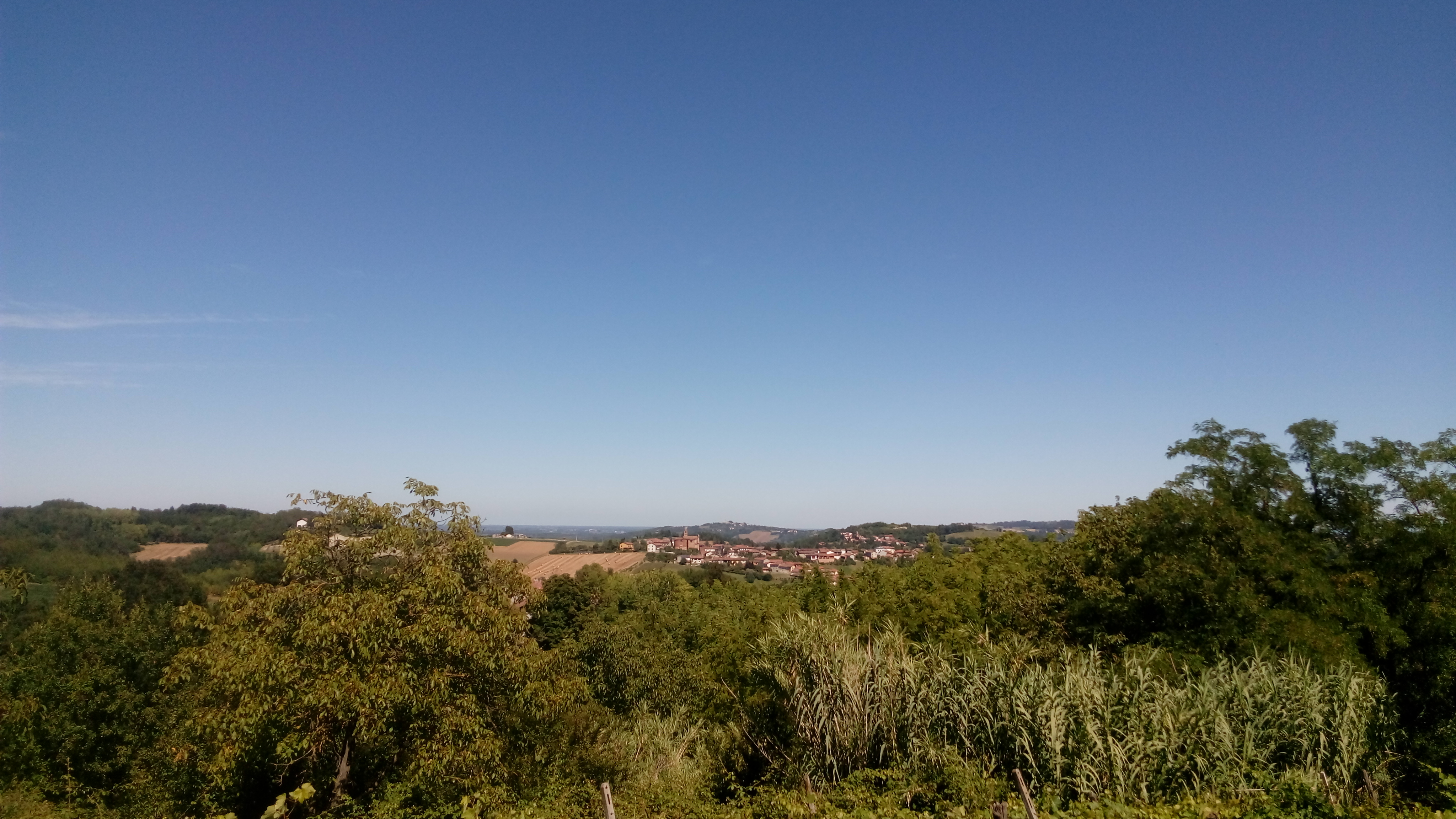
Panorama del paese
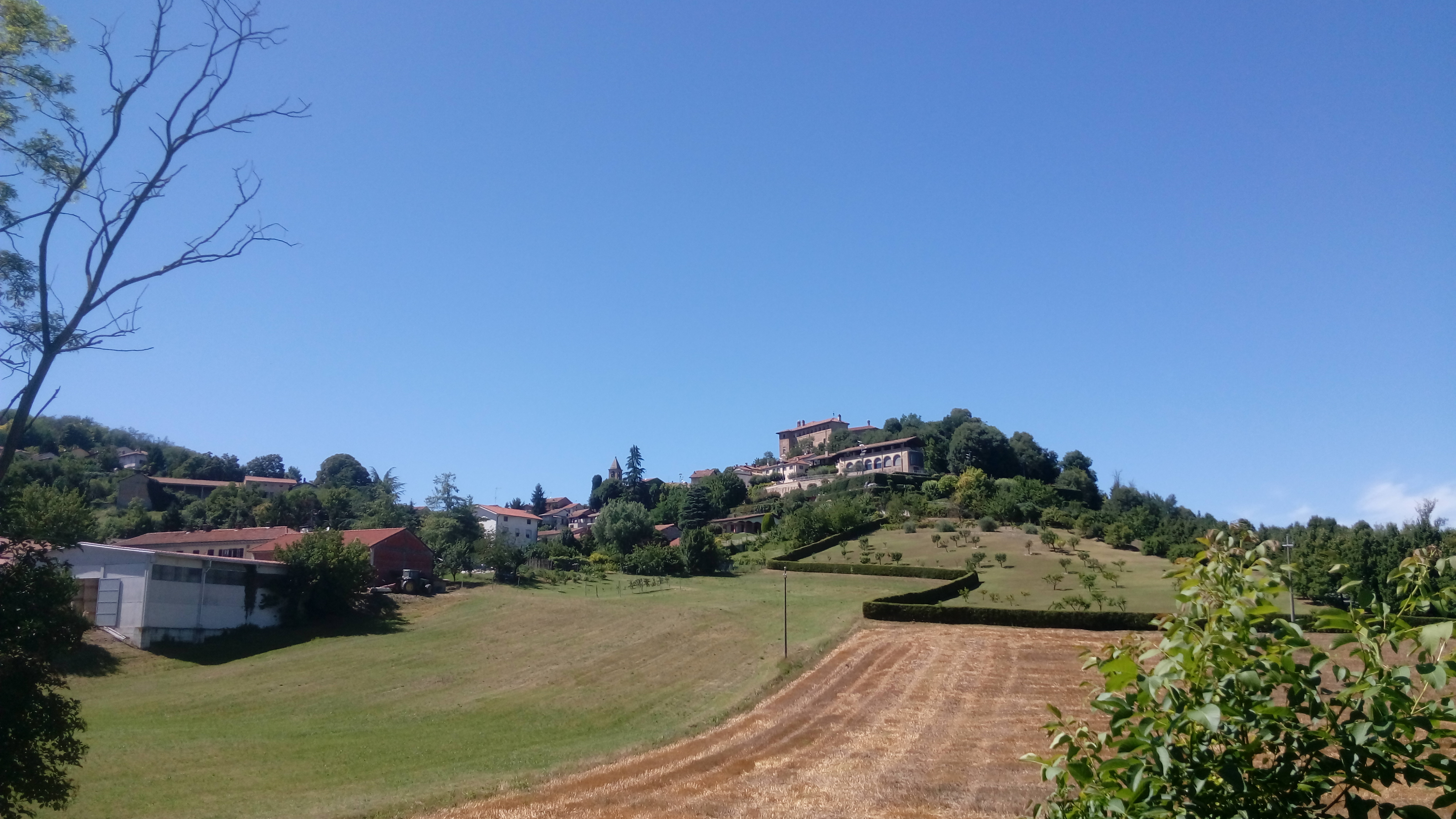
Veduta

## Amministrazione
Di seguito è presentata una tabella relativa alle amministrazioni che si sono succedute in questo comune.
| Periodo           | Periodo        | Primo cittadino    | Partito                                   | Carica  | Note  |
| ----------------- | -------------- | ------------------ | ----------------------------------------- | ------- | ----- |
| 20 giugno 1985    | 24 giugno 1990 | Marco Barioglio    | Partito Socialista Democratico Italiano   | Sindaco | [ 7 ] |
| 24 giugno 1990    | 29 luglio 1993 | Marco Barioglio    | Partito Socialista Italiano               | Sindaco | [ 7 ] |
| 20 settembre 1993 | 24 aprile 1995 | Celestino Novarese | -                                         | Sindaco | [ 7 ] |
| 24 aprile 1995    | 14 giugno 1999 | Celestino Novarese | centro                                    | Sindaco | [ 7 ] |
| 24 giugno 1999    | 14 giugno 2004 | Celestino Novarese | lista civica                              | Sindaco | [ 7 ] |
| 14 giugno 2004    | 8 giugno 2009  | Alberto Vaccario   | lista civica                              | Sindaco | [ 7 ] |
| 8 giugno 2009     | 26 maggio 2014 | Alberto Vaccario   | lista civica: Solonghello progetto comune | Sindaco | [ 7 ] |
| 26 maggio 2014    | 26 maggio 2019 | Claudio Deandrea   | lista civica: Insieme per ricominciare    | Sindaco | [ 7 ] |
| 26 maggio 2019    | 9 giugno 2024  | Claudio Deandrea   | lista civica: Insieme per ricominciare    | Sindaco | [ 7 ] |
| 9 giugno 2024     | in carica      | Mario Auritano     | lista civica: Insieme per ricominciare    | Sindaco | [ 7 ] |